# Donata Konopacka-Łyskawa
Donata Konopacka-Łyskawa – polska chemiczka, dr hab. nauk technicznych, profesor uczelni, kierownik Katedry Inżynierii Procesowej i Technologii Chemicznej Politechniki Gdańskiej.

## Życiorys
W 1994 ukończyła studia na Wydziale Chemicznym Politechniki Gdańskiej i rozpoczęła pracę naukową na tej uczelni. W 2000 uzyskała stopień doktora nauk chemicznych. Tematem jej rozprawy doktorskiej były Oddziaływanie wybranych kwasów tłuszczowych i ich soli na granicach faz powietrze/woda i dodekan/woda. W 2020 na podstawie rozprawy Wytwarzanie cząstek węglanu wapnia o kontrolowanej charakterystyce w procesie karbonatyzacji, uzyskała stopień doktora habilitowanego.